# Phospholipid-Transferprotein
Das Phospholipid-Transferprotein (PLTP) ist ein Protein im Blut von Wirbeltieren, das die passive Diffusion von Lipiden aus LDL und Liposomen heraus in HDL-Partikel hinein katalysiert. Es handelt sich um ein porenbildendes Protein, es ist unentbehrlich im reversen Cholesterintransport. Beim Menschen wird PLTP in einer Vielzahl von Gewebetypen exprimiert und ins Blutplasma abgegeben. PLTP scheint außerdem neusten Studien zufolge ein essenzieller Bestandteil des Krankheitsgeschehens der Atherosklerose zu sein und ist somit ein viel versprechendes Target für die Pharmaindustrie.
Je größer das HDL-Partikel, umso geringer die PLTP-Aktivität. Auch Vitamin E wird von PLTP in HDL- und LDL-Partikel transportiert. PLTP scheint außerdem wichtig für die Verhütung eines Endotoxin-Schocks, indem es Lipopolysaccharide im Blut auf Lipoprotein-Partikel verteilt und so neutralisiert.